# اولگ ماکاروف (اسکیت‌باز)
اولگ ماکاروف (روسی: Оле́г Вита́льевич Мака́ров؛ ۲۲ اکتبر ۱۹۶۲ – ) اسکیت‌باز نمایشی اهل روسیه بود.